# Technisches Museum Wien
Het Technisches Museum Wien (TMW) is een museum in Wenen. Het werd in 1918 geopend en na een grondige renovatie eind jaren negentig heropend in 1999. Het is gevestigd in het Stadsdeel XIV Penzing en heeft een oppervlakte van 28.500 m².

## Collectie
Het wijdt zich aan de geschiedenis van de techniek. Er wordt bijvoorbeeld aandacht besteed aan de spoorwegen, luchtvaart, scheepsbouw en industrie, maar ook aan fijnere techniek, zoals gebruiksvoorwerpen en muziekinstrumenten, en aanverwante zaken zoals milieu, energie, communicatie en mobiliteit.
Enerzijds toont het voorwerpen, variërend van vliegtuigen en treinen tot antieke typemachines en schakelaars. Anderzijds gaat het in op de werking ervan, variërend van het maken van muziek door elektrische vonken tot de techniek achter kerncentrales.
Er bevinden zich ook stukken van historisch-emotionele waarde, zoals hofsalonwagen van keizerin Sisi en het vliegtuig van de luchtvaartpionier Igo Etrich (de 'Ettrich-Taube').
In 2017 loopt de expositie Wäre Ada ein Mann ... die aandacht besteedt aan vrouwelijke pioniers in de techniek. Ada verwijst naar Ada Lovelace (1815-1852), een Britse wiskundige die in 1843 de werking van een computer beschreef. Ze wordt gezien als de eerste computerprogrammeur.

## Geschiedenis
Het besluit voor het museum werd genomen in 1908 tijdens het 60-jarige jubileum van keizer Frans Jozef I. Tien jaar later, in 1918, werd het geopend. Eind jaren negentig werd het museum grondig gerenoveerd, waarna het in 1999 werd heropend.
Het museum bouwde in 2015/16 een opslagdepot van van 8.450 m² waar de grootste museumstukken kunnen worden opgeslagen. In sommige gevallen gaat het om objecten die vijftig ton zwaar zijn. De bouw ervan bedroeg acht miljoen euro.

## Galerij

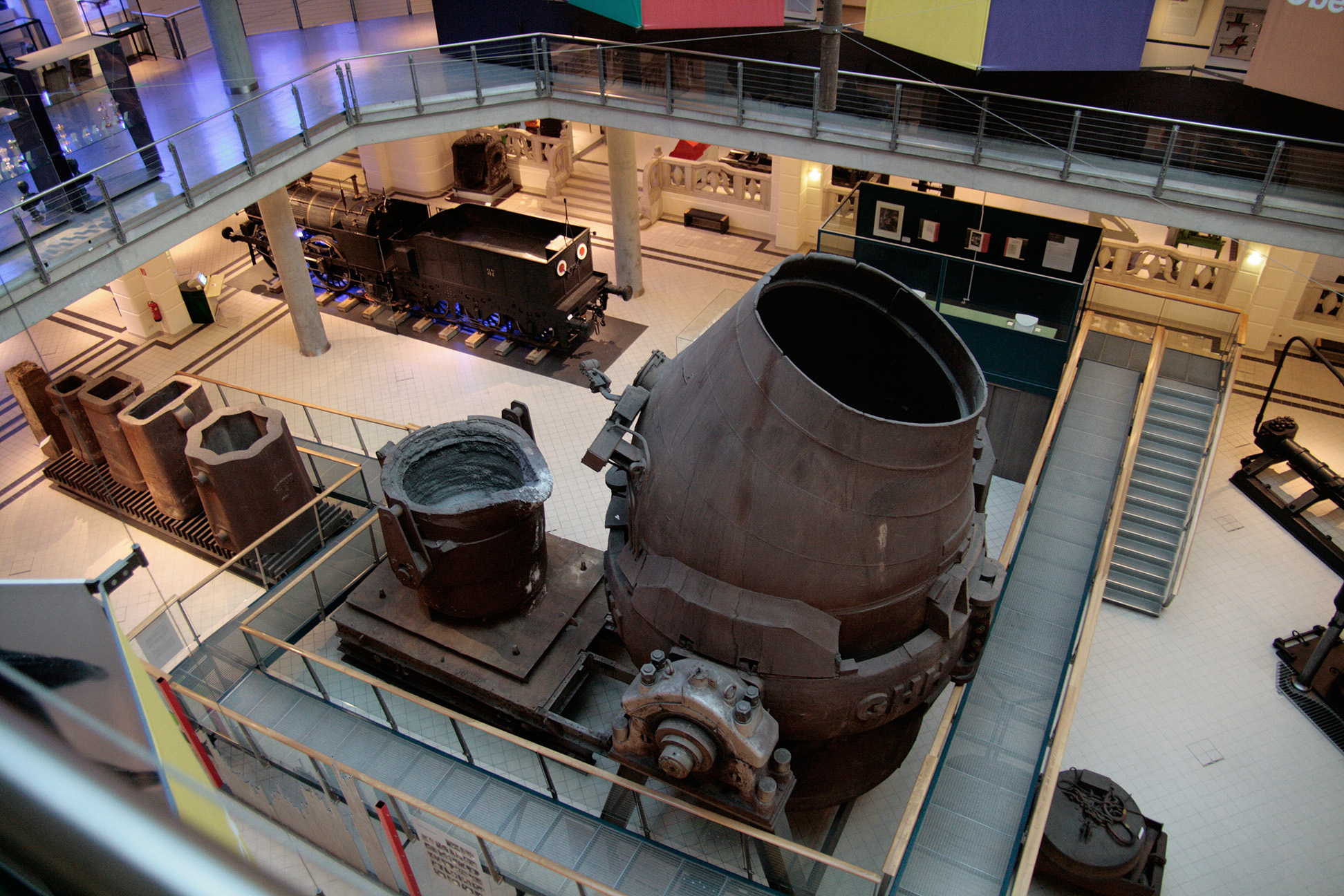
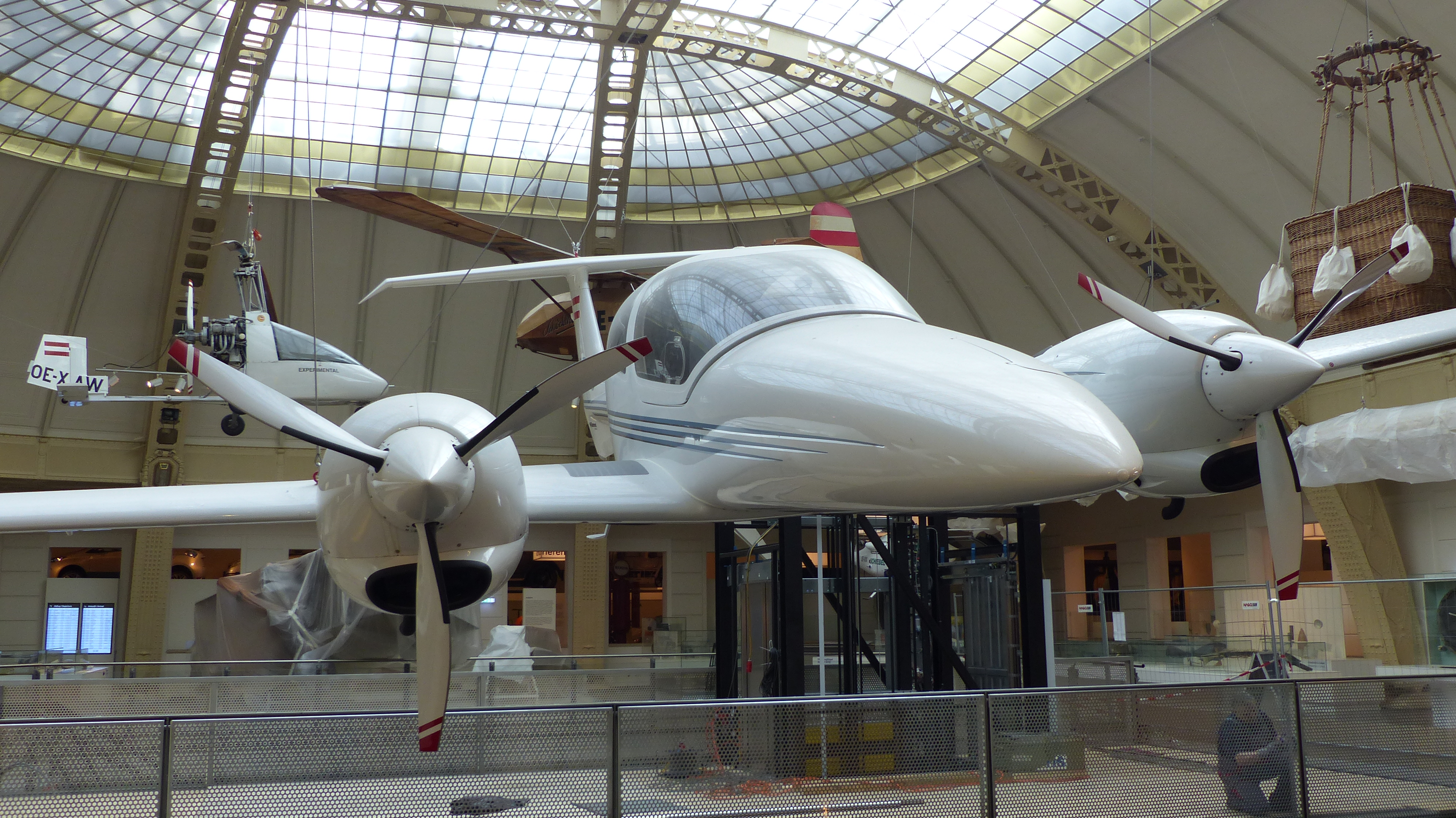
Diamond DA42
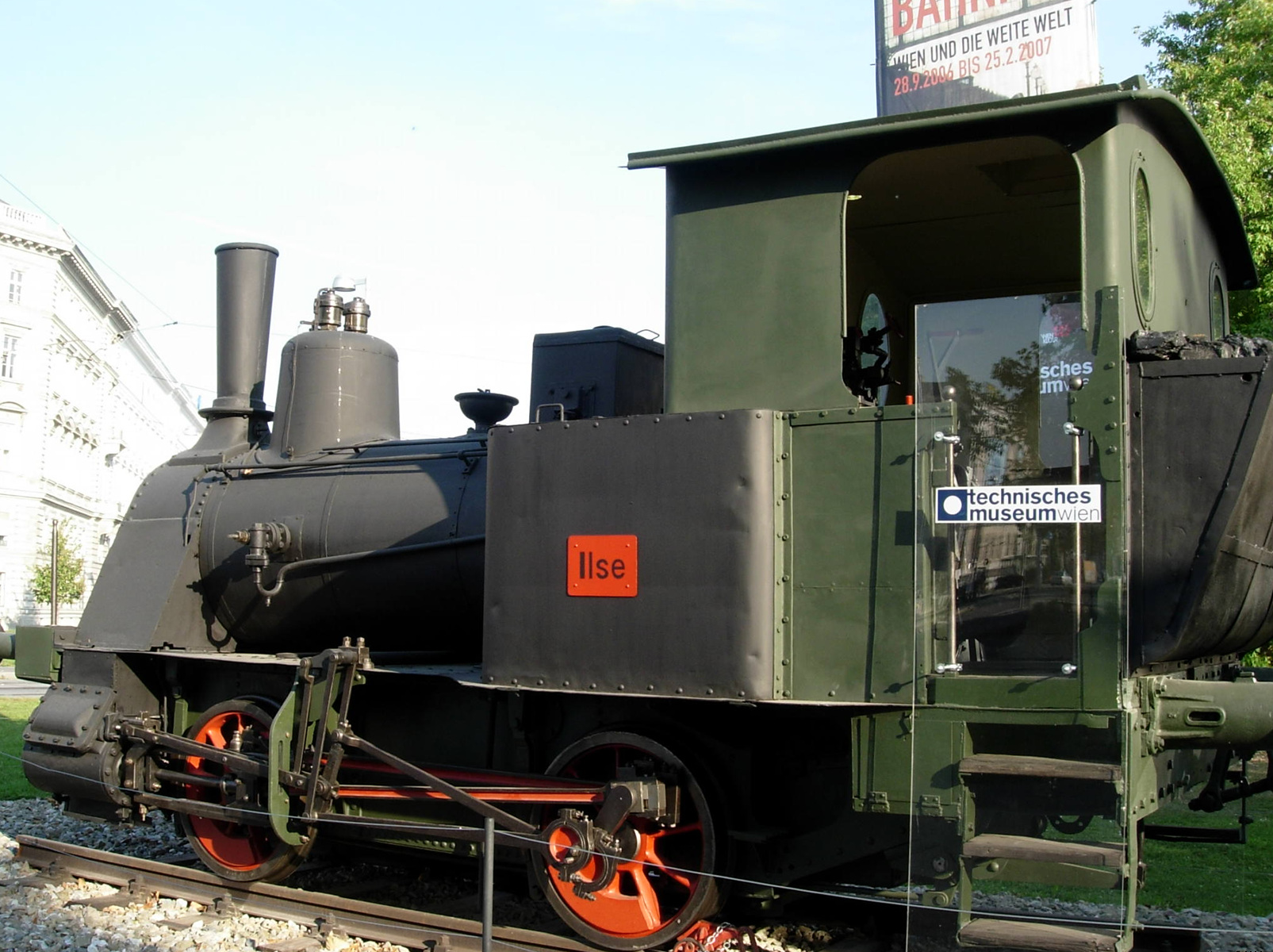
Becs 070
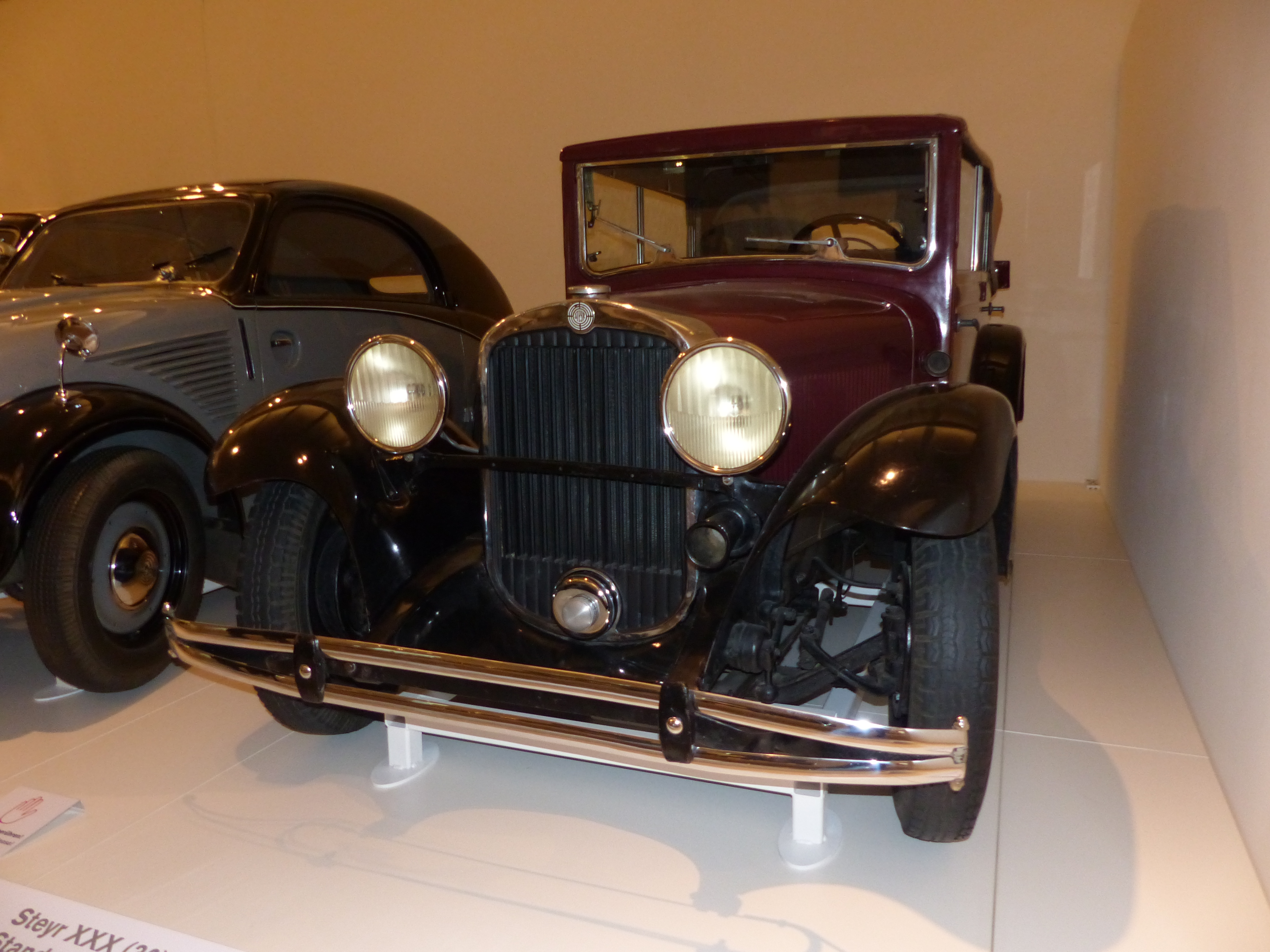
Steyr XXX Cabriolet
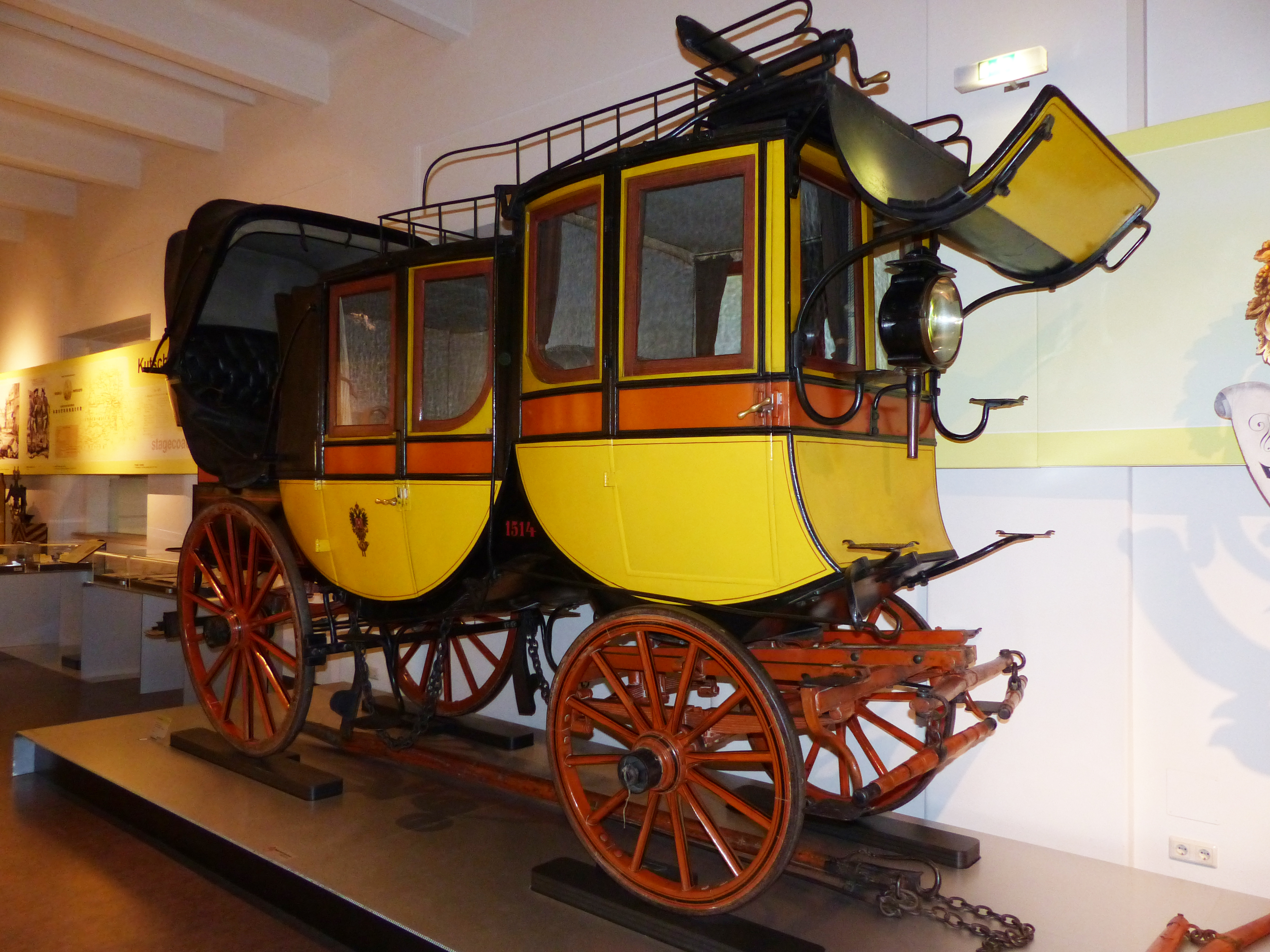
Coupe-Landauer uit 1894
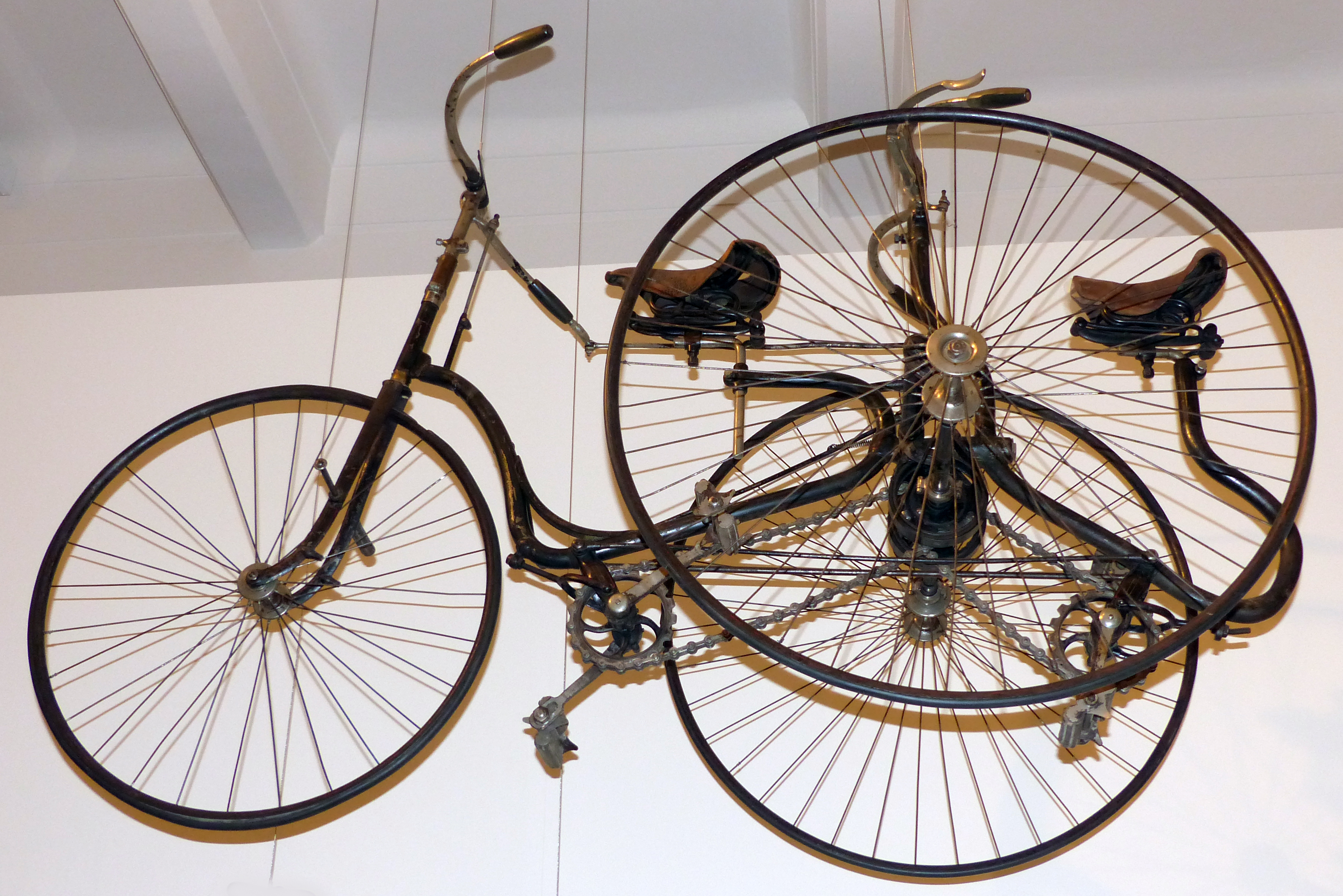
Driewieler
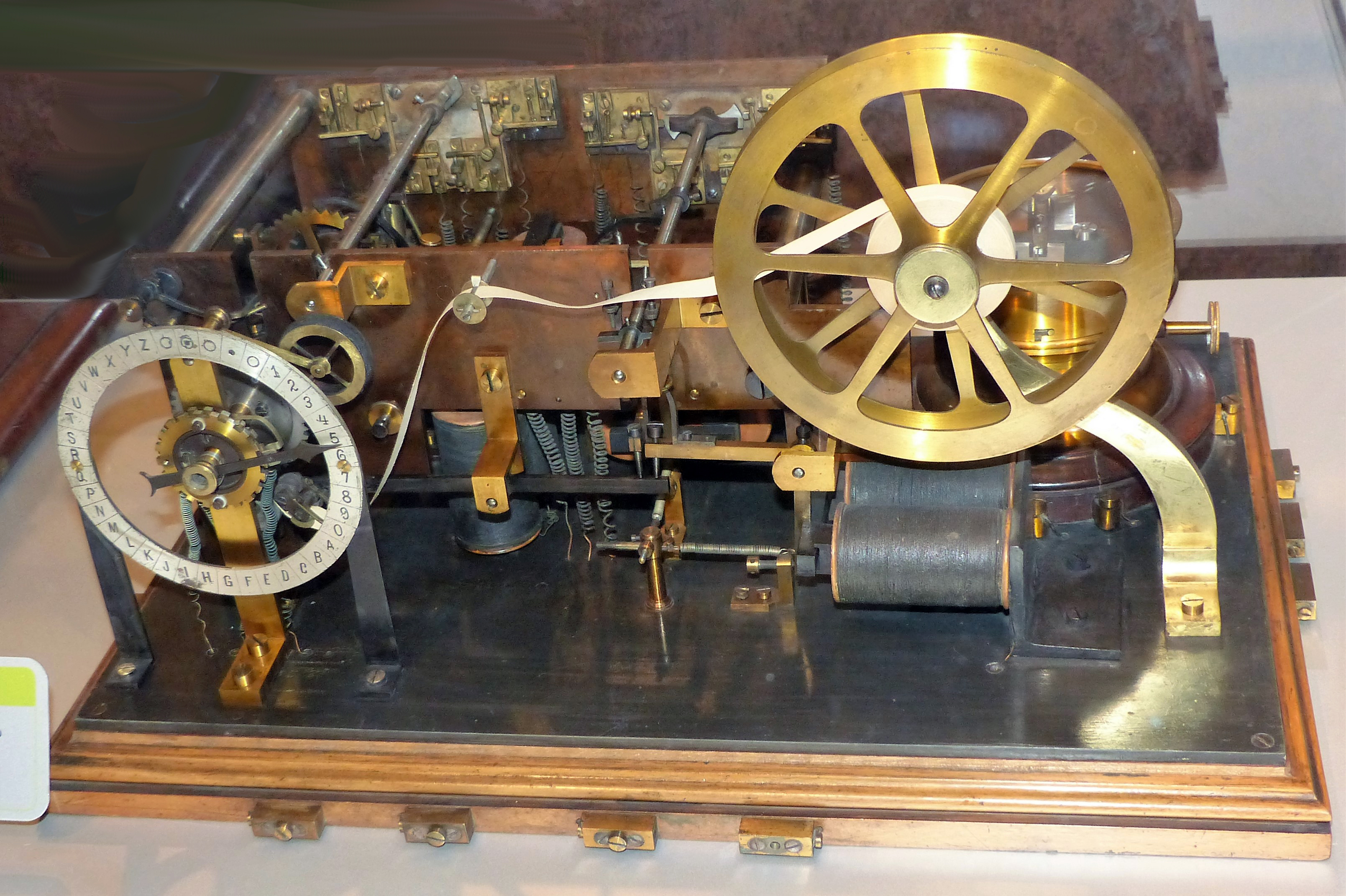
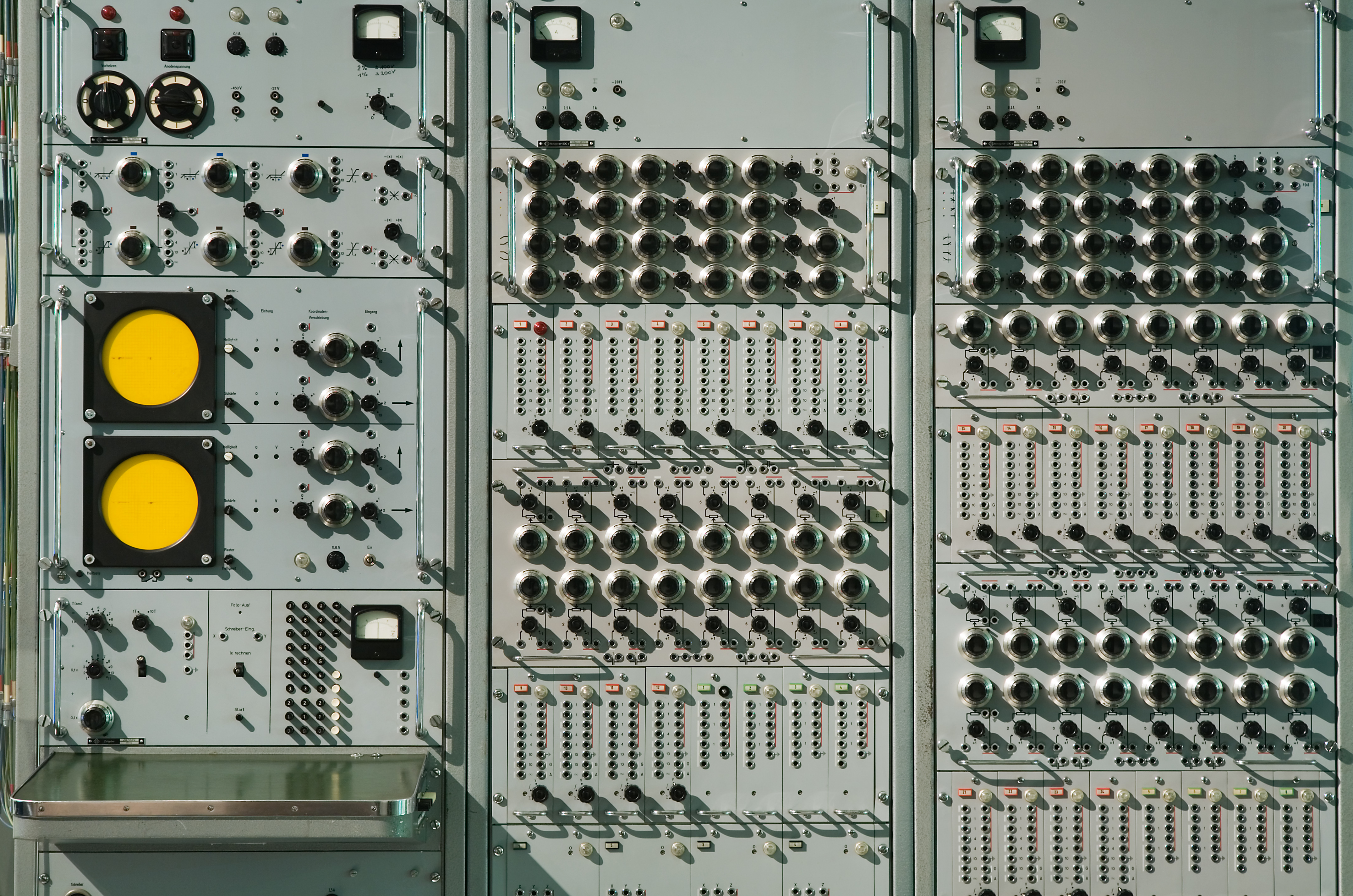
Analoge computer van Telefunken
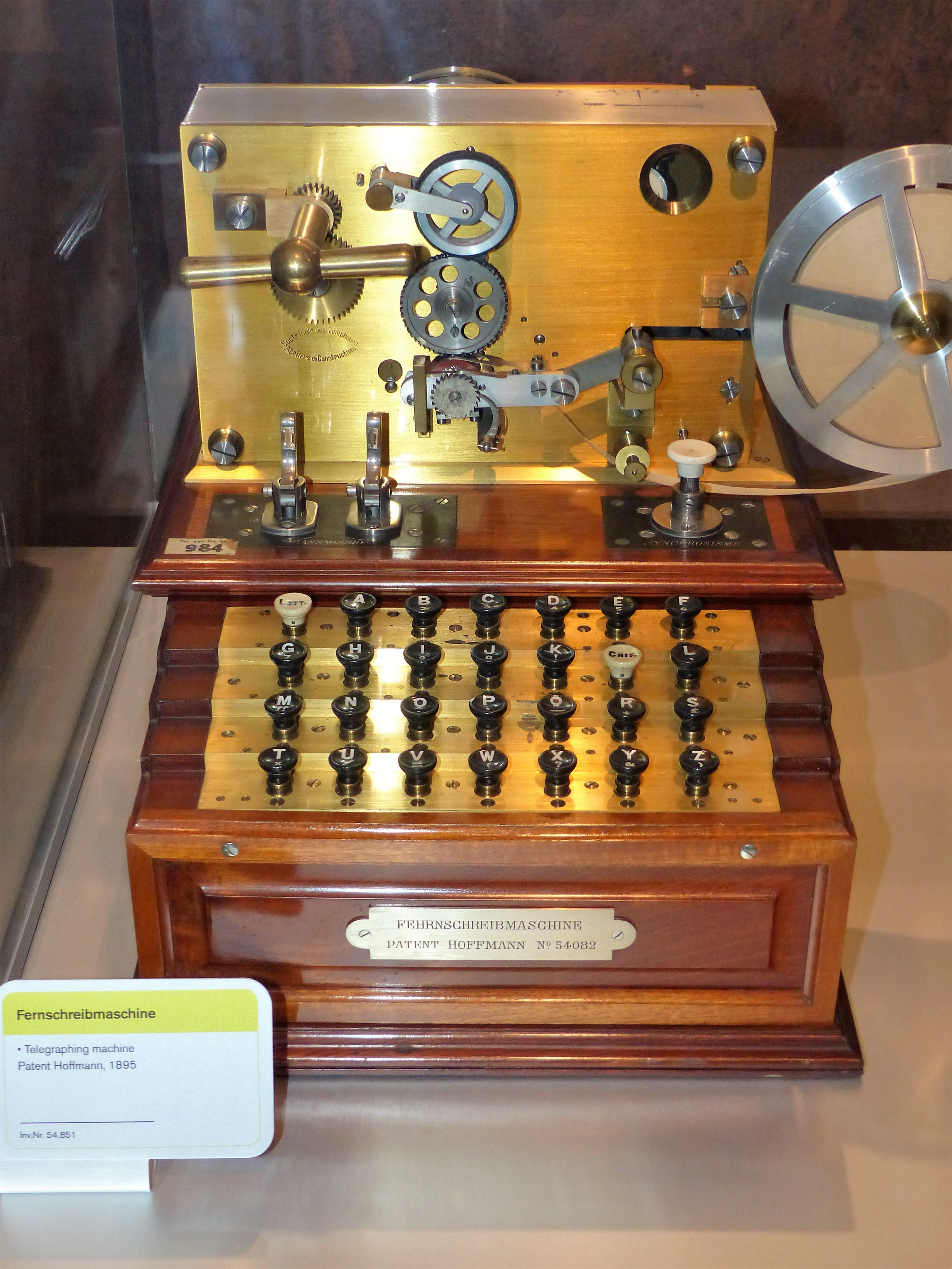
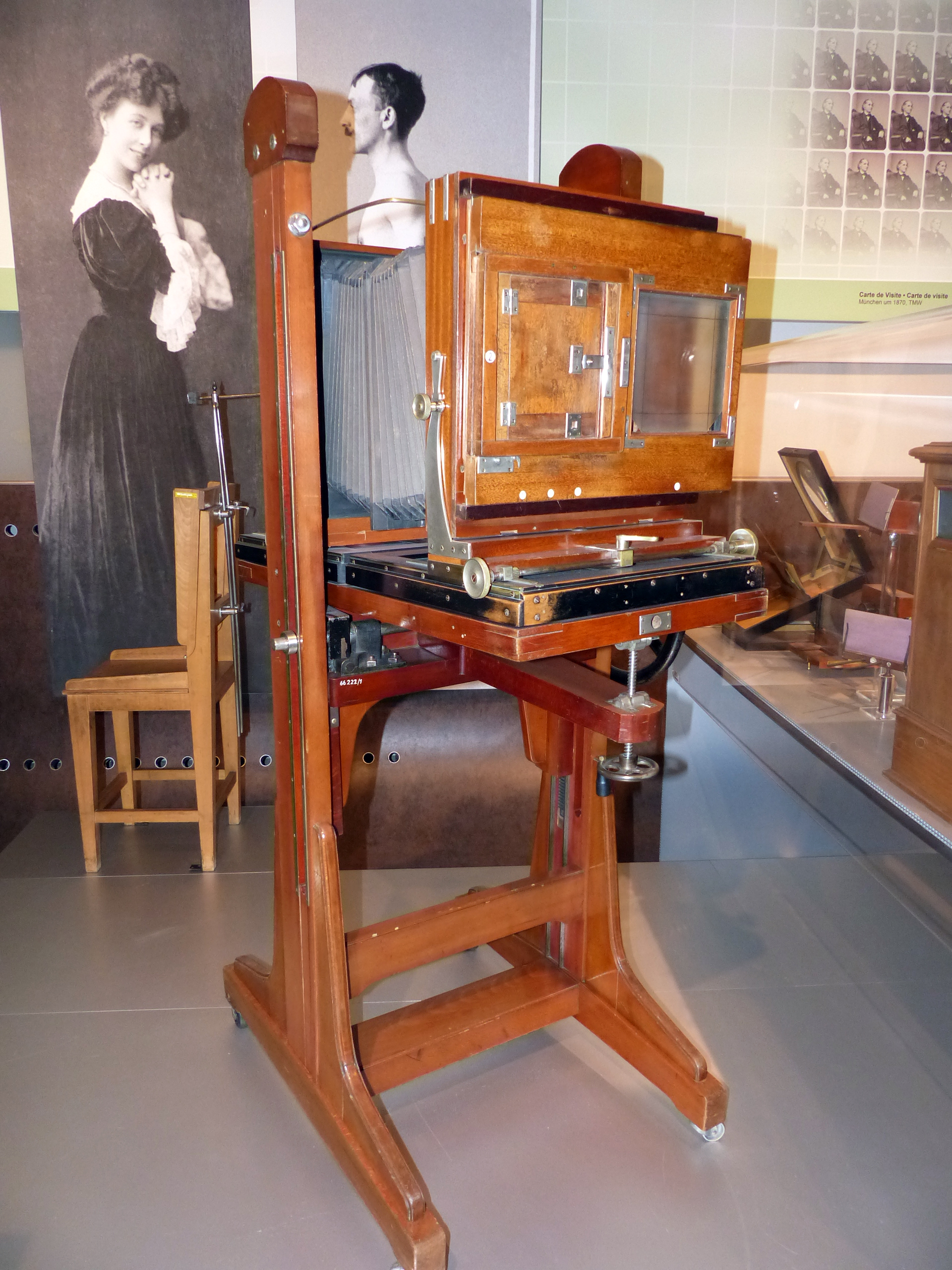
Camera van Goldmann-Herlango
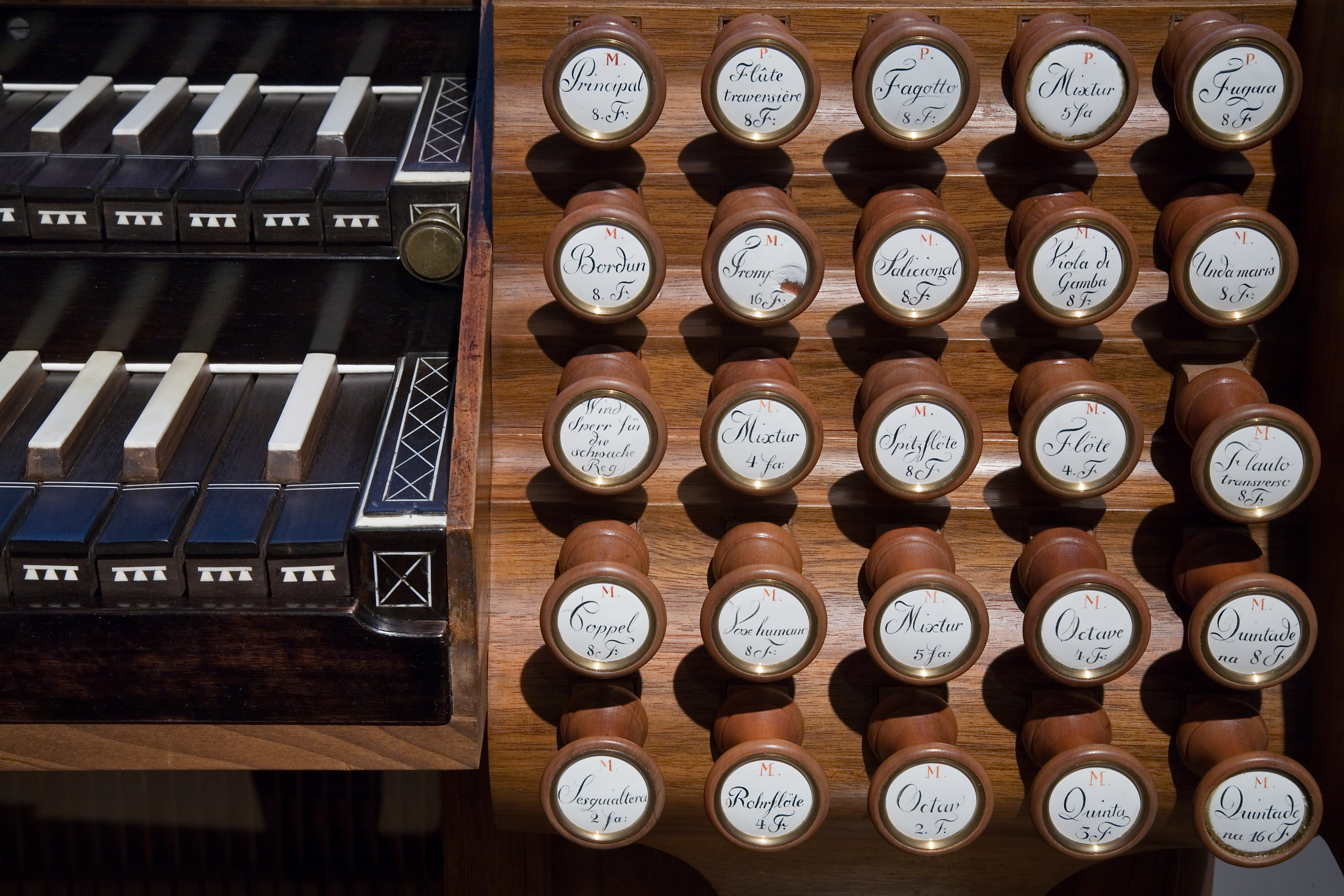
Orgelklavier met registers